# Мала Ульма
Мала Ульма (рос. Малая Ульма; рум. Ulmul Mic) — село в Рибницькому районі в Молдові (Придністров'ї).
Згідно з переписом населення 2004 року у селі проживало 74,5% українців.